# Qinghe Shuiku (reservoar i Kina, Heilongjiang, lat 46,60, long 132,98)
Qinghe Shuiku är en reservoar i Kina. Den ligger i provinsen Heilongjiang, i den nordöstra delen av landet, omkring 500 kilometer öster om provinshuvudstaden Harbin. Qinghe Shuiku ligger 66 meter över havet. Arean är 3,7 kvadratkilometer. Trakten runt Qinghe Shuiku består till största delen av jordbruksmark. Den sträcker sig 3,1 kilometer i nord-sydlig riktning, och 2,2 kilometer i öst-västlig riktning.
Genomsnittlig årsnederbörd är 963 millimeter. Den regnigaste månaden är juli, med i genomsnitt 211 mm nederbörd, och den torraste är januari, med 14 mm nederbörd.